# 小室宏二
小室 宏二（こむろ こうじ、1977年7月29日 - ）は、日本の男性柔道家、ブラジリアン柔術家。東京都北区出身。身長163cm、体重70kg。RJJ(Real Japan Judo)所属、既婚。通称コムロック(komlock、5669とも)。
足立第三中、足立学園高等学校、筑波大学、同大学修士課程コーチ学専攻。講道館職員。2001年から2004年まで了徳寺学園に所属。2009年4月、講道館を退職し、東京都市大学付属中学校・高等学校の体育教諭を勤める。
袖車絞および自身の名前を冠したコムロックを得意技とする。
中井祐樹より柔術黒帯を授与されている。
2018年4月より早稲田実業学校（中・高等部）に勤務、同校柔道部監督に就任。

## 来歴
足立第三中在学中に平成4年度後期国際試合柔道60kg級中学強化選手に。足立学園高等学校へ。
筑波大学に入学。1997年11月、JOCジュニア・オリンピック・カップ全日本ジュニア柔道体重別選手権大会60kg級決勝戦で内柴正人（国士舘高校）から2分30秒、巴投で効果を取り優勝。
1999年11月、第25回講道館杯全日本柔道体重別選手権大会66kg級で3位入賞。
2000年3月、ハンガリー国際柔道大会66kg級に出場。4試合をすべて一本勝ち（うち3試合が袖車絞）で優勝を果たした。続く3月、チェコ国際柔道大会66kg級に出場し、5位入賞。
2000年3月、筑波大学を卒業し、綜合警備保障所属となった。
2000年12月、韓国国際柔道大会66kg級に出場し、優勝を果たした。
2001年2月、ベルギー国際柔道大会66kg級で準優勝を果たした。
2001年4月15日、第1回東日本アマチュア修斗フレッシュマントーナメントライト級（22名参加）に出場し、優勝を果たした。
2001年5月22日、「修斗 SHOOTO GIG EAST Vol.2」で渡辺孝と柔術マッチで対戦予定であったが、プロの大会に柔道の強化選手である小室が出場することを柔道連盟が問題視したため、欠場となった。
2001年8月25日、第31回全日本実業柔道個人選手権大会66kg級で優勝を果たした。
2002年1月20日、5対5のチームトーナメント「第4回全日本チーム柔術ジャンボリー」に出場。植松直哉らと「teamアドバン狙い with RJJ」を結成し、準優勝となった。
2006年5月26日、ヒクソン・グレイシー主催のブドーチャレンジ68kg未満級に出場。1回戦でミシェル・ゴファール（ベルギー）にコムロックで一本勝ちするも、決勝でレオナルド・ヴィエイラにポイント負けを喫し、準優勝となった。
2009年10月25日 全日本柔道「形」競技大会の「固の形」において優勝を果たす。（取：小室宏二、受：高野賢司）
2010年5月25日 世界柔道「形」競技大会において「固の形」において優勝を果たす。（取：小室宏二、受：高野賢司）
同時に開催された世界マスターズ選手権大会（M-1：30代前半、73kg級）において優勝を果たす。（4戦4勝3一本勝ち）
2010年10月31日 全日本柔道「形」競技大会の「固の形」において二度目の優勝を果たす。（取：小室宏二、受：高野賢司）

## 戦績

### グラップリング
| 勝敗 | 対戦相手               | 試合結果                     | 大会名                                                     | 開催年月日    |
| ×    | レオナルド・ヴィエイラ | 3R終了 ポイント判定          | ブドーチャレンジ【68kg未満級 決勝】                        | 2006年5月26日 |
| ○    | ミシェル・ゴファール   | 1R 0:55 コムロック           | ブドーチャレンジ【68kg未満級 1回戦】                       | 2006年5月26日 |
| ×    | 鈴木徹（徹肌ィ郎）     | 8分終了 ポイント マイナス1-0 | アブダビコンバット日本予選 【66kg未満級 2回戦】            | 2005年3月20日 |
| ○    | 三浦昌朋               | 袖車絞                       | アブダビコンバット日本予選 【66kg未満級 1回戦】            | 2005年3月20日 |
| ○    | 戸井田カツヤ           | 1R 2:50 袖車絞               | The CONTENDERS 8                                           | 2003年5月25日 |
| ○    | 矢野卓見               | 1R 1:11 袖車絞               | THE CONTENDERS 7 NEXT                                      | 2002年7月7日  |
| ○    | 若林次郎               | 5分2R終了 判定40-37          | The CONTENDERS X-RAGE Vol.2                                | 2002年3月10日 |
| ×    | 雷暗暴                 | 5分2R終了 判定37-39          | The CONTENDERS 6 -MM21 Limited Edition-                    | 2001年10月8日 |
| ×    | 山本"KID"徳郁          | 5分2R終了 判定40-38          | The CONTENDERS Millennium-1 【ライト級トーナメント 1回戦】 | 2001年6月10日 |

### 柔術
| 勝敗 | 対戦相手                   | 試合結果                               | 大会名                                                       | 開催年月日     |
| ×    | ジョン・バチスタ・ヨシムラ | 10分終了 ポイント0-6                   | PRO JIU-JITSU X Grand Prix 2006 【ペナ級トーナメント 1回戦】 | 2006年3月18日  |
| ×    | 渡辺孝                     | 10分終了 ポイント0-0 アドバンテージ1-2 | プロ柔術関西「大阪夏の陣」 【アダルト黒帯ペナ級】            | 2005年6月11日  |
| ×    | ビビアーノ・フェルナンデス | 9:02 反則（スラム）                    | プロ柔術 Gi-06 【Giペナ級ワールドカップトーナメント 準決勝】 | 2005年4月10日  |
| ○    | 片岡誠人                   | 1:05 袖車絞                            | プロ柔術 Gi-06 【Giペナ級ワールドカップトーナメント 2回戦】  | 2005年4月9日   |
| ○    | 石川祐樹                   | 5:27 腕挫十字固                        | プロ柔術 Gi-06 【Giペナ級ワールドカップトーナメント 1回戦】  | 2005年4月9日   |
| ○    | 小野瀬龍也                 | 8分終了 レフェリー判定                 | COPA reversal 2004 〜FESTA DO JIU-JITSU〜                    | 2004年11月28日 |

### アマチュア総合格闘技
| 勝敗 | 対戦相手 | 試合結果                | 大会名                                                                  | 開催年月日    |
| ○    | 柳澤雅樹 | 2R 1:53 腕挫腋固        | 第1回東日本アマチュア修斗フレッシュマントーナメント 【ライト級 決勝】   | 2001年4月15日 |
| ○    | 孫煌進   | 4分1R終了 ポイント23-20 | 第1回東日本アマチュア修斗フレッシュマントーナメント 【ライト級 準決勝】 | 2001年4月15日 |
| ○    | 佐々木哲 | 4分1R終了 ポイント23-20 | 第1回東日本アマチュア修斗フレッシュマントーナメント 【ライト級 3回戦】  | 2001年4月15日 |
| ○    | 原口武一 | 4分1R終了 ポイント28-19 | 第1回東日本アマチュア修斗フレッシュマントーナメント 【ライト級 2回戦】  | 2001年4月15日 |

## DVD
- ザ・コムロック（2005年11月19日）
- 柔道固技 上達法 上巻（基本動作、寝技への移行、コムロック・袖車絞）（2009年11月）
- 柔道固技 上達法 中巻（抑込技）（2009年12月）
- 柔道固技 上達法 下巻（絞技、関節技）（2010年1月）
- 女子柔道 ステップアップ・トレーニング 中学・高校・大学でのトータル指導術　ティアンドエイチ株式会社（2012年）

## 著書
- 柔道 絞め技入門 柏崎克彦共著 ベースボールマガジン社（2008年12月、2010年8月書籍化）ISBN  4583102917
- 柔道 関節技入門 柏崎克彦共著 ベースボールマガジン社（2010年6月）ISBN 4583616864
- 柔道 固技教本 柏崎克彦共著 晋遊舎（2011年2月）ISBN 4863910053
- 柔道レベルアップ教本 寝技編―Q&Aで問題解消! 固め技の達人がポイントを徹底指導 柏崎克彦共著 ベースボール・マガジン社（2011年6月22日）ISBN 4583617860